# Petits Soldats
Petits Soldats (titre original : Battleground) est une nouvelle de Stephen King qui fait partie du recueil Danse macabre publié en 1978. Elle a été publiée pour la première fois en 1972 dans le magazine Cavalier.

## Résumé
John Renshaw est un tueur à gages qui vient de remplir son dernier contrat en assassinant Hans Morris, le fondateur de la Morris Toy Company, une fabrique de jouets. À son retour dans son penthouse, un paquet envoyé par la mère de Morris l'attend. À l'intérieur se trouvent des soldats de plomb, équipés d'armes lourdes, de jeeps et d'hélicoptères, qui se mettent aussitôt à l'attaquer. Touché à plusieurs reprises, dont une fois sérieusement à la jambe par un tir de bazooka, Renshaw livre bataille et se réfugie dans sa salle de bains après avoir éliminé plusieurs de ses adversaires.
Les petits soldats lui envoient un message le sommant de se rendre mais Renshaw refuse et est alors attaqué à coups de lance-roquettes et de missiles sol-air. Renshaw prend ses assaillants à revers en faisant le tour du penthouse par la corniche. Il jette sur eux un cocktail Molotov et court vers la porte d'entrée pour s'enfuir mais une énorme explosion retentit alors. Renshaw est tué et son appartement est détruit. Un bout de papier atterrit dans la rue et révèle que la boîte contenait également une mini-bombe atomique.

## Thèmes
Comme d'autres récits de Stephen King, dont Poids lourds qui figure dans le même recueil, cette nouvelle prend racine dans la « peur des machines qui se rebellent contre leurs créateurs ». Ici, ce sont des jouets censés être inoffensifs qui se transforment en instruments de mort dans un récit bref à la « précision maniaque » et se déroulant dans un cadre « presque stylisé ».

## Adaptations
Petits Soldats a été adapté à la télévision en 2006 sous la forme de l'un des épisodes de la série télévisée Rêves et Cauchemars. William Hurt y interprète le rôle de Renshaw. C'est une adaptation fidèle de la nouvelle comprenant quelques ajouts, dont le meurtre de Hans Morris par Renshaw et une fin plus développée.
La nouvelle a également été adaptée en 1986 sous la forme d'un court métrage d'animation soviétique, Srazhenie, réalisé par Mikhail Titov.